# Koenenit
Koenenit ist ein selten vorkommendes Mineral aus der Mineralklasse der „Halogenide“ mit der idealisierten chemischen Zusammensetzung Na4Mg9Al4Cl12(OH)22. Es war das erste in der Natur gefundene Magnesium-Aluminium-Oxychlorid.
Koenenit kristallisiert im trigonalen Kristallsystem und entwickelt Krusten aus spitzskalenoedrischen und rhomboedrischen Kristallen sowie rosettenförmige Aggregate aus tafeligen Kristallen und faserförmige Einschlüsse in anderen Salzmineralen. Das Mineral ist eine typische Komponente mariner Evaporit-Lagerstätten, wo es auf Klüften im Salzton auftritt und von Hämatit, Carnallit, Sylvin, Halit, Kieserit und Anhydrit begleitet wird.
Die Typlokalität des Koenenits ist das seit 1925 aufgelassene Kaliwerk Wittekind-Hildasglück (Koordinaten des Kaliwerks Wittekind-Hildasglück), Volpriehausen bei Uslar am Sollingrand, Landkreis Northeim, Niedersachsen, Deutschland. Ein anderer Name für das Kaliwerk war „Justus I“ – der sich auch in dem ebenfalls für das Mineral verwendeten Namen „Justit“ niederschlug.

## Etymologie und Geschichte
Anfang der 1900er Jahre fand der Geheime Bergrath Professor Adolf von Koenen bei der Befahrung des Kalisalzbergwerkes „Justus I“ bei Volpriehausen am Solling ein ihm fremdes Mineral und übersandte es dem hannoverschen Salzpetrographen Friedrich Rinne mit der Bitte um Identifizierung. Ähnliches Material bekam Rinne auch vom Grubenvorstand von Justus I, A. Sauer in Köln, dem Direktor des Bergwerkes, Herrn Saeger, sowie Herrn Dr. Precht in Neu-Stassfurt. Im Zuge der Bearbeitung des Untersuchungsmaterials, an der auch Rinnes Assistent Yngve Buchholz und Prechts Kollege Sundmacher beteiligt waren, stellte sich heraus, dass eine neue Mineralart vorliegt.
Rinne veröffentlichte die Erstbeschreibung des neuen Minerals im Jahre 1902 im deutschen Wissenschaftsmagazin Centralblatt für Mineralogie, Geologie und Paläontologie. Er benannte es als „Koenenit“ – zu Ehren des Finders, des deutschen Geologen und Paläontologen Adolf von Koenen (1837–1915), der zwischen 1881 und 1907 Professor für Geologie und Paläontologie an der Georg-August-Universität Göttingen war. Der österreichische Mineraloge Rudolf Koechlin verwendete für das Mineral den von der Typlokalität „Kaliwerk Justus I“ abgeleiteten Namen „Justit“. Im „Student’s index to the collection of minerals“ des British Museum wurde das Mineral dem Etikett eines Mineralhändlers zufolge als „Korteit“ bezeichnet. Die Benennung erfolgte nach dem Bergbau-Unternehmer und Pionier der Kaliförderung Gerhard Korte.
Das Typmaterial (Holotyp) für Koenenit wird unter den Katalognummern GZG.MIN.3.3.3.3. und GZG.MIN.3.3.3.4 in der Sammlung des Geowissenschaftlichen Zentrums (UG023-025-Typusschränke Minerale) der Georg-August-Universität Göttingen aufbewahrt. Weiteres Typmaterial befindet sich unter der Katalognummer 105121 in der Sammlung des Muséum national d’histoire naturelle (deutsch Nationales Naturkundemuseum) in Paris in Frankreich und dort in der Galerie Nationale de Minéralogie et de Géologie.
Aufgrund der Entdeckung und Erstbeschreibung vor 1959 (vor ca. 120 Jahren) zählt der Koenenit zu den anerkannten Mineralen mit Bestandsschutz, die von der IMA als Grandfathered bezeichnet werden und keine eigentliche IMA-Nummer besitzen.

## Klassifikation
In der veralteten 8. Auflage der Mineralsystematik nach Strunz gehörte der Koenenit zur Mineralklasse der „Halogenide“ und dort zur Abteilung der „Doppelhalogenide“, wo er zusammen mit dem als Gemenge diskreditierten Almerait sowie Carnallit und Tachyhydrit die „Carnallit-Tachyhydrit-Gruppe“ mit der Systemnummer III/B.08 bildete.
Im zuletzt 2018 überarbeiteten und aktualisierten Lapis-Mineralienverzeichnis nach Stefan Weiß, das sich im Aufbau noch nach dieser alten Form der Systematik von Karl Hugo Strunz richtet, erhielt das Mineral die System- und Mineralnummer III/C.08-020. In der „Lapis-Systematik“ entspricht dies ebenfalls der Abteilung „Doppelhalogenide (meist mit OH,H2O)“. Koenenit bildet hier zusammen mit dem fraglichen Redikortsevit sowie Carnallit und Tachyhydrit die unbenannte Gruppe III/C.08.
Die von der International Mineralogical Association (IMA) zuletzt 2009 aktualisierte 9. Auflage der Strunz’schen Mineralsystematik ordnet den Koenenit dagegen in die Abteilung der „Einfachen Halogenide mit H2O“ ein. Diese ist zudem weiter unterteilt nach dem Stoffmengenverhältnis von Metall (M) zu jeweiligen Halogen (X), so dass das Mineral entsprechend seiner Zusammensetzung in der Unterabteilung „Einfache Halogenide mit H2O und zusätzlichem OH“ zu finden ist, wo es als einziges Mitglied die unbenannte Gruppe 3.BD.25 bildet.
In der vorwiegend im englischen Sprachraum gebräuchlichen Systematik der Minerale nach Dana hat Koenenit die System- und Mineralnummer 10.06.02.01. Dies entspricht der Klasse der „Halogenide“ und der Abteilung der „Oxihalogenide und Hydroxyhalogenide“. Hier ist er einziges Mitglied der unbenannten Gruppe 10.06.02 innerhalb der Unterabteilung der „Oxihalogenide und Hydroxyhalogenide mit der Formel AmBn(O,OH)pXq“ zu finden.

## Chemismus
Die ersten nasschemischen Analysen am Typmaterial von „Justus I“ wurden von Yngve Buchholz sowie vom Chemiker Sundmacher in Neu Staßfurt durchgeführt. Die in den Analysen aufgefundenen Alkalihalogenidgehalte (v. a. NaCl) wurden für beigemengtes Steinsalz gehalten und bei der Analyse nicht berücksichtigt, sodass die ersten Formel natriumfrei war und mit Al2O3·3MgO·2MgCl2·8H2O (oder 6H2O) angegeben wurde.
Erst zu Beginn der 1960er Jahre wurde deutlich, dass der in den Analysen angetroffenen Natriumgehalt zum Mineral gehört. Robert Kühn gab 1961 als Ergebnis seiner Vollanalyse die Formel für Koenenit mit (Na2,Ca,Sr,Mg)6Cl12Mg5Al4(OH)22 an.
In der Folge der Strukturaufklärung des Koenenits haben Rudolf Allmann und Kollegen festgestellt, dass der Koenenit aus zwei Teilstrukturen mit der chemischen Zusammensetzung: [Na4(Ca,Mg)2Cl12]4− bzw. [Mg7Al4(OH)2]4+ besteht. Da die einwertigen Na-Ionen alle dem Cl-Teilgitter und die dreiwertigen Al-Ionen alle dem OH-Teilgitter angehören, sind die beiden Teilstrukturen negativ bzw. positiv geladen. R. Allmann und Kollegen schlagen als brauchbare Näherung die vereinfachte Formel 4NaCl·4(Mg,Ca)Cl2·5Mg(OH)2·4Al(OH)3 vor.
Die Formel Na4Mg9Al4Cl12(OH)22, die in allen modernen Zusammenstellungen für den Koenenit verwendet wird, erfordert 10,17 % Na2O; 29,78 % MgO; 16,74 % Al2O3; 16,27 % H2O und 34,92 % Cl (−O = Cl2 = 7,88 %; Summe 100,00 %).
Die alleinige Elementkombination Na–Mg–Al–Cl–O–H weist unter den derzeit bekannten Mineralen (Stand 2023) nur der Koenenit, Na4Mg9Al4Cl12(OH)22, auf. Dies ist auch die offizielle Formel der IMA für das Mineral.
Koenenit ist das einzige aluminiumhaltige Salzmineral der marinen Salzlagerstätten und gilt als das eigentliche Tonmineral der hochsalinaren Fazies.

## Kristallstruktur
Koenenit kristallisiert – ähnlich wie das Hydroxysulfid Valleriit – in einer Doppelschichtstruktur mit zwei inkommensurablen, jeweils trigonalen Teilgittern. Das Cl-Teilgitter mit den einwertigen Na-Ionen kristallisiert in der Raumgruppe R3m (Raumgruppen-Nr. 166) mit den Gitterparametern a = 4,072 Å und c = 32,64 Å. Das OH-Teilgitter mit den dreiwertigen Al-Ionen kristallisiert in der Raumgruppe P3m1 (Raumgruppen-Nr. 164) mit den Gitterparametern a = 3,052 Å und c = 10,88 Å. In der Elementarzelle befindet sich eine Formeleinheit.
Die Kristallstruktur des Koenenits wurde von Rudolf Allmann, Hans-Heinrich Lohse und Erwin Hellner gelöst. In Richtung der gemeinsamen c-Achse [0001] alternieren NaCl-ähnliche Chlor-Doppelschichten mit Brucit-ähnlichen OH-Doppelschichten. Die Schichten des NaCl-Typs mit [111]NaCl perpendikulär zu (0001) und die Schichten des Brucit-Typs sind um 28,2° zueinander um die gemeinsame c-Achse [0001] rotiert.
Sämtliche vorhandenen Oktaederplatze sind statistisch mit den zur Verfügung stehenden Metallionen besetzt. Die kleineren Kationen (Mg + Al) gehören dem OH-Teilgitter, die größeren Kationen [Na + (Ca,Mg)] dem Cl-Teilgitter an. Der Koenenit enthält genau doppelt so viel Anionen (34) wie Kationen (17) und lässt sich deshalb als eine, wenn auch kompliziert aufgebaute, AB2-Schichtstruktur interpretieren. Die Doppelschichten der beiden Teilgitter werden durch deren verschiedene elektrostatische Ladung und zum Teil durch Wasserstoffbrücken zusammengehalten. Wegen dieser relativ schwachen Bindungen bedarf es keiner großen Kräfte, um die (0001)-Ebenen der beiden Teilgitter gegeneinander zu verschieben, wodurch die makroskopischen Eigenschaften wie Translatierbarkeit, Biegsamkeit und Spaltbarkeit gut erklärt werden. Die OH-Doppelschichten sind stabiler als die Cl-Doppelschichten, wie aus dem Verhalten gegenüber Mörsern und Wassereinwirkung zu erkennen ist.

## Eigenschaften

### Morphologie
Koenenit bildet Krusten aus spitzen Skalenoedern und Rhomboedern, ferner rosettenförmige Aggregate aus tafeligen Kriställchen sowie faserige Einschlüsse in anderen Salzmineralen. Friedrich Rinne beschrieb die spitzen Skalenoeder als „in Steinsalz eingewachsene, etwa 1 cm lange, schlank spindelförmige Krystalle“, bei denen es sich um das Skalenoeder {3141} handeln könnte.
Darüber hinaus sind gesetzmäßige Einlagerungen (Epitaxie) von Koenenitschüppchen in Sylvin bekannt geworden. Dabei sind die Flächen des Basispinakoids {0001} des Koenenits parallel zu (h0l) des Sylvins angeordnet, wobei in der Lagerstätte Bergmannssegen (460-m-Sohle, Feld Hugo) (h0l) (104) zu entsprechen scheint. Daraus kann auch eine paragenetische Kristallisation geschlussfolgert werden. Ferner wird von bevorzugter Anlagerung der „koenenithaltigen Tonsubstanz“ an Kieserit in Salzgesteinen (Carnallitite und Hartsalze) berichtet.
Schließlich fanden sich in roten Carnallititen und auch in roten Sylviniten außerordentlich feinfaserige Substanzen, die meist von sechsseitig begrenzten Hämatit-Täfelchen begleitet werden. Die Fasern sind zwar einige hundertstel Millimeter lang, aber nur maximal 0,5 µm dick. Es handelt sich um Reste von Eisenbakterien der Gattung Leptothrix, die der Koenenit pseudomorph ersetzt hat, weswegen man hier von „Faserkoenenit“ spricht. Die Pseudomorphosierung scheint noch primär in der Mutterlauge direkt nach dem Absterben der Bakterien erfolgt zu sein, was möglicherweise durch die chemische Natur des röhren-fadenförmigen Gerüsts dieser Bakterien noch begünstigt wurde.
Koenenit ist mechanisch extrem labil. Bereits durch leichtes Zerreiben tritt ein Teil des NaCl als selbständige kristalline Phase neben Koenenit auf. Unter ganz kurzer Wasserbehandlung oder bei erhöhter Luftfeuchtigkeit bildet sich ein Umwandlungsprodukt.

### Physikalische Eigenschaften
Koenenit-Kristalle sind farblos, können aber auch blass-, gold- und honiggelb oder – ähnlich wie roter Carnallit – aufgrund von Einschlüssen aus durchscheinenden Eisenglanzschüppchen auch tiefrot gefärbt sein. Die Strichfarbe des Koenenits wird mit weiß angegeben. Die Oberflächen des durchsichtigen bis durchscheinenden Koenenits zeigen auf Spaltflächen einen perlmuttartigen Glanz. Koenenit besitzt eine diesem Glanz entsprechende geringe Lichtbrechung (ne = 1,550; no = 1,520) und eine starke positive Doppelbrechung (δ = 0,030). Robert Kühn gibt die Werte für die Lichtbrechung mit ne = 1,58 und no = 1,55 an – der Wert für die Doppelbrechung bleibt mit δ = 0,03 identisch.
Unter dem Polarisationsmikroskop ist der einachsig positive, gelegentlich anomal zweiachsige Koenenit im durchfallenden Licht rötlichbraun bis farblos und zeigt einen starken Pleochroismus von O = rotbraun nach E = farblos.
Die Kristalle des Koenenits sind nach der Basis {0001} sehr vollkommen spaltbar. Er ist nicht spröde, sondern mild und weist aus diesem Grund auch keinen Bruch auf. Ähnlich wie bei Molybdänit sind dünne Blättchen des Minerals unelastisch biegsam. „Die Blättchen sind sehr leicht biegsam, sodass sie sich wie weiches Leder zerknüllen und bei vorsichtiger Behandlung auch wieder ausglätten lassen.“
Das Mineral weist eine Mohshärte von 1,5 bis 2 auf und gehört damit zu den weichen Mineralen, die sich ähnlich gut wie das Referenzmineral Gips mit dem Fingernagel ritzen lassen. Die gemessene Dichte für Koenenit beträgt je nach Autor 1,82 bis 2,08 g/cm³, die berechnete Dichte 1,82 g/cm³. Robert Kühn gibt eine viel höhere Dichte von 2,146 g/cm³ an.

### Chemische Eigenschaften
Durch kaltes H2O wird Koenenit teilweise ausgelaugt. Durch heißes H2O und auch durch Ammoniumchlorid, NH4Cl, wird Koenenit zersetzt, indem Cl und Mg entfernt werden und eine poröse schuppige Pseudomorphose aus Al2O3·nH2O zurückbleibt. Dünne Blättchen blättern in der Nähe der Flamme fächerförmig auf und verlieren ihre Farbe.

## Bildung und Fundorte
Koenenit stellt eine typische Bildung mariner Evaporit-Lagerstätten dar, wo er in den tonigen Substanzen der Zechsteinsalze auftritt. Dabei sind zwei verschiedene Bildungen zu unterscheiden:
- primäre, syngenetisch-semisalinare Bildungen von Koenenit in Form von feinverteilten Kristallaggregaten hauptsächlich im Salzton und ähnlichen Gesteinen,
- sekundäre, epigenetisch-semisalinare Bildungen in Nestern und auf Klüften, in Drusen und in Poren im Hartsalz, im Anhydrit oder ebenfalls im Salzton.

Begleitminerale sind Hämatit, Carnallit, Sylvin, Halit, Kieserit und Anhydrit. Im Kaliwerk Glückauf Sarstedt fand sich der Koenenit auf Klüften des grauen Salztons mit glasklarem Anhydrit und etwas rotem Carnallit.
Besonders reichlich hat sich Koenenit im Kaliwerk Hansa in Ronnenberg (siehe Fundorte) in einem 0,25 mm mächtigen Saum zwischen dem Blauen Salzton und eingewachsenen rötlichen Halitkristallen gefunden.

Typlokalität des Koenenits: die Schachtanlage Justus (Wittekind) in Volpriehausen im Jahr 1906

Die Typlokalität des Koenenits ist das seit 1938 aufgelassene Kaliwerk Wittekind-Hildasglück (Koordinaten des Kaliwerks Wittekind-Hildasglück), Volpriehausen bei Uslar am Sollingrand, Landkreis Northeim, Niedersachsen, Deutschland. Das Bergwerk wurde um 1925 aufgelassen und ist nicht mehr zugänglich.
Weltweit konnte Koenenit bisher (Stand: 2023) an ca. 20 Fundorten nachgewiesen werden. Dazu gehören neben der Typlokalität Kaliwerk Wittekind-Hildasglück ferner:
- das Kaliwerk Niedersachsen bei Wathlingen (Ostquerschlag 1, 675-m-Sohle), Landkreis Celle, Niedersachsen, Deutschland[16]
- das Kaliwerk Bergmannssegen-Hugo (im Grauen Salzton, 400-m-Sohle von Bergmannssegen, und im Grauen Salzton auf der 460-m-Sohle im Feld Hugo), Ilten bei Sehnde, Region Hannover, Niedersachsen, Deutschland[16]
- das Kaliwerk Niedersachsen-Riedel, Hänigsen bei Uetze, Region Hannover, Niedersachsen, Deutschland[26]
- das Steinsalzwerk Braunschweig-Lüneburg, Grasleben, Landkreis Helmstedt, Niedersachsen, Deutschland
- das Kaliwerk Beienrode im gleichnamigen Ort bei Königslutter am Elm, Landkreis Helmstedt, Niedersachsen, Deutschland
- das Kaliwerk Glückauf-Sarstedt, Sarstedt, Landkreis Hildesheim, Niedersachsen, Deutschland[19]
- das Kaliwerk Siegfried-Giesen, Giesen, Landkreis Hildesheim, Niedersachsen, Deutschland[16]
- das Kaliwerk Salzdetfurth (Flöz „Staßfurt“), Bad Salzdetfurth, Landkreis Hildesheim, Niedersachsen, Deutschland[16]
- die Gewerkschaft Hansa-Silberberg (Kaliwerk Hansa bzw. Kaliwerk Empelde; hier im Roten Salzton und im Hauptanhydrit, Westquerschlag, 653-m-Sohle), Ronnenberg, Region Hannover, Niedersachsen, Deutschland[16]
- der Lüneburger Kalkberg, Lüneburg, Landkreis Lüneburg, Niedersachsen, Deutschland[27]
- das Kaliwerk Adolfsglück-Hope (im tektonisch stark beanspruchten Grauen Salzton und Hauptanhydrit) bei Lindwedel, Samtgemeinde Schwarmstedt, Heidekreis, Niedersachsen, Deutschland[18]
- die Salzstruktur Morsleben, Morsleben bei Ingersleben, Verbandsgemeinde Flechtingen, Landkreis Börde, Sachsen-Anhalt, Deutschland[28]
- die Staßfurter Kalisalzlagerstätte bei Staßfurt, Sachsen-Anhalt, Deutschland
- das Kaliwerk Hattorf (Flöze „Hessen“, „Riedel“ und „Albert“), Philippsthal, Landkreis Hersfeld-Rotenburg, Regierungsbezirk Kassel, Hessen, Deutschland[29][16]
- der Qarhan-Salzsee bei Golmud, Autonomer Bezirk Haixi der Mongolen und Tibeter in der chinesischen Provinz Qinghai
- die Kalilagerstätte „Mengyejing“, Autonomer Kreis Jiangcheng (Pu’er) der Hani und Yi in der bezirksfreien Stadt Pu’er, Provinz Yunnan, Volksrepublik China[30]
- die Umgebung der 25 km südlich von Tarapoto am Río Huallaga gelegenen Stadt Pilluana im gleichnamigen Distrikt, Provinz Picota in der Region San Martín in Nordzentral-Peru[9]

Robert Kühn nennt als weitere Vorkommen für Koenenit den „Werra-Anhydrit“ von Osterode am Harz sowie Isselburg (Emsland).
Die Identifizierung von Koenenit in Bohrkernen aus der „Prairie Evaporite Formation“ sowie den „Esterhazy Potash Mines“ der Mosaic Company bei Esterhazy, beide in der Provinz Saskatchewan in Kanada, hat sich als falsch erwiesen. Fundorte für Koenenit aus Österreich und der Schweiz sind damit unbekannt.

Fundorte für Koenenit
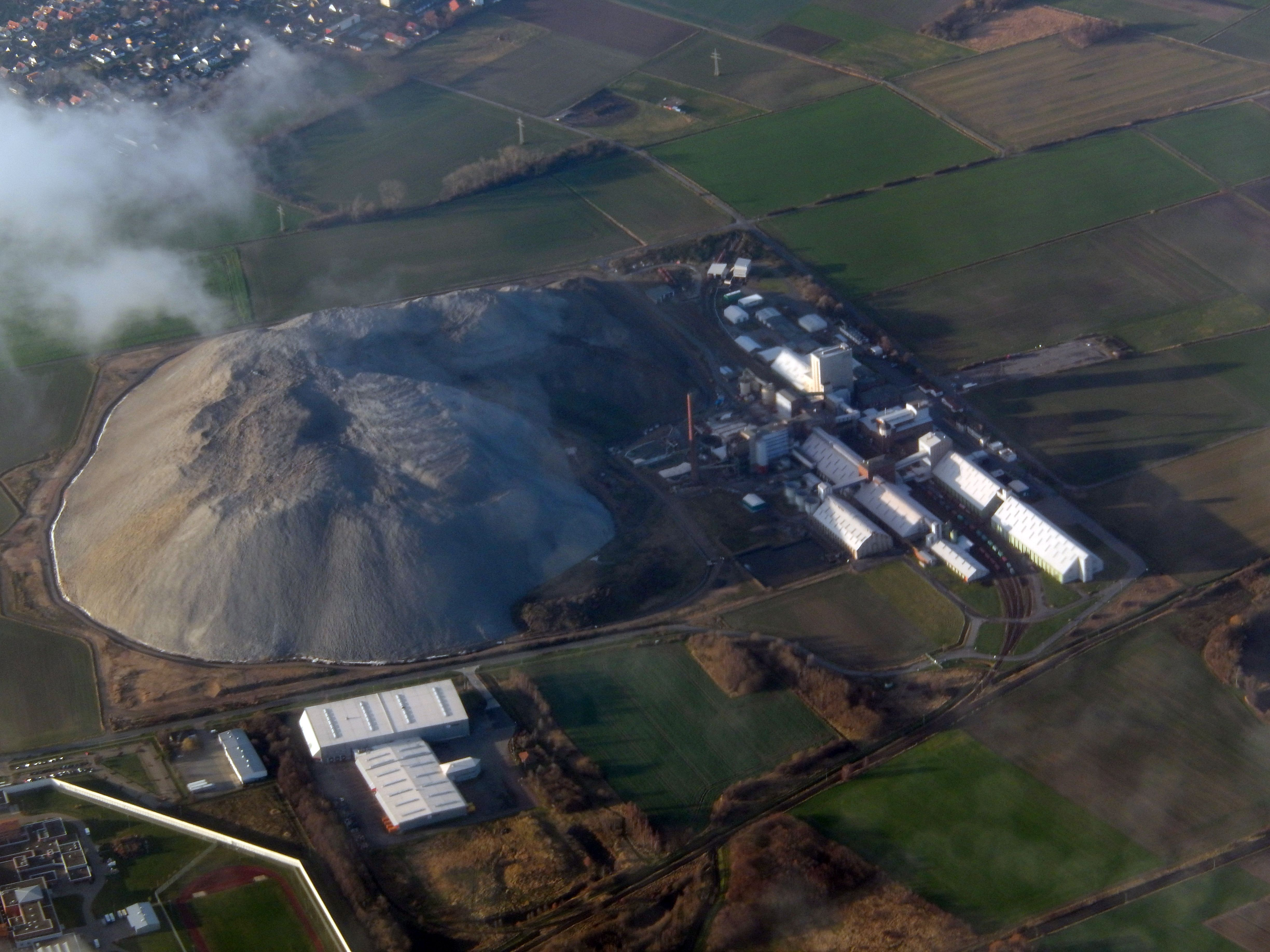
Kaliwerk Hugo, Sehnde
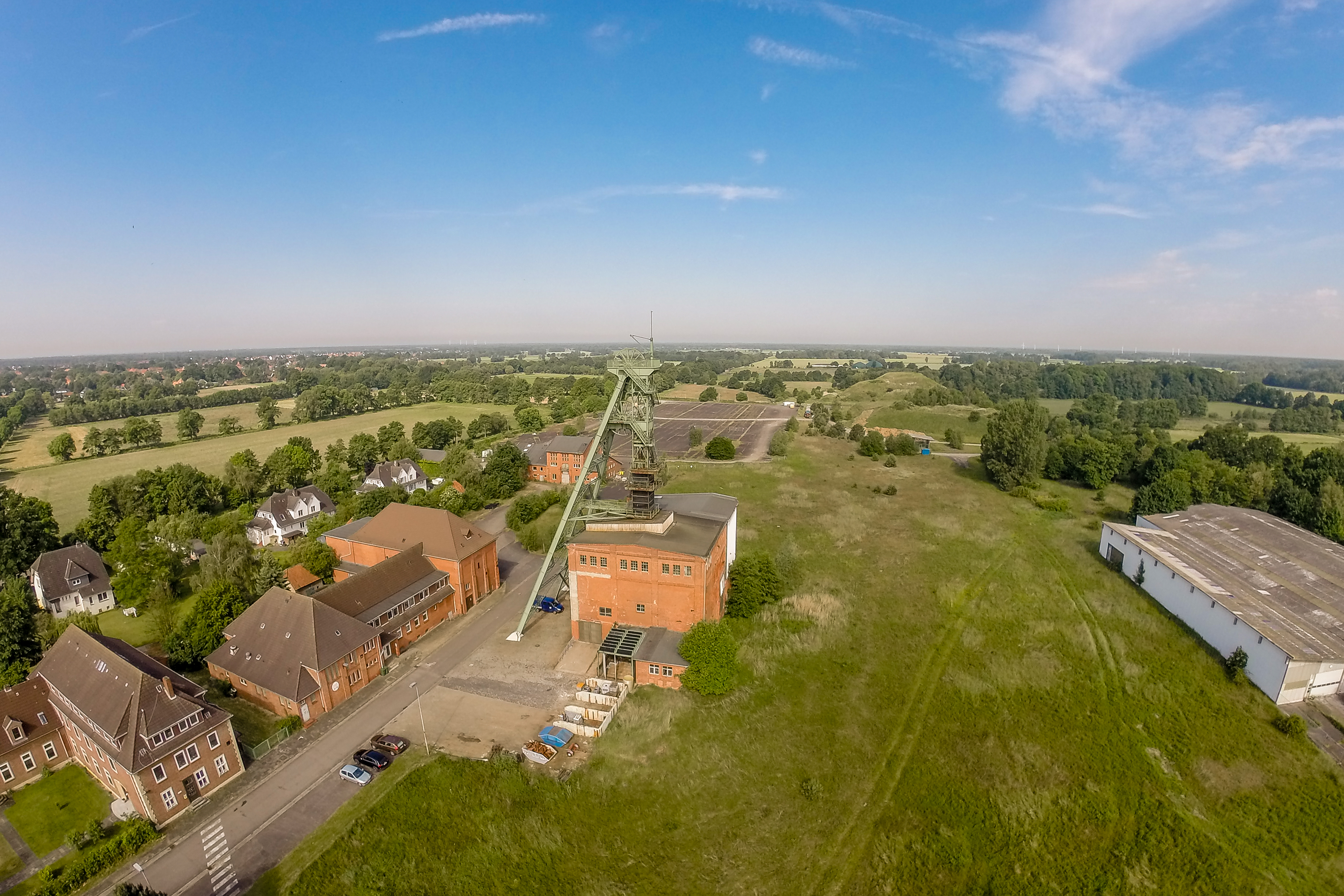
Kaliwerk Niedersachsen-Riedel
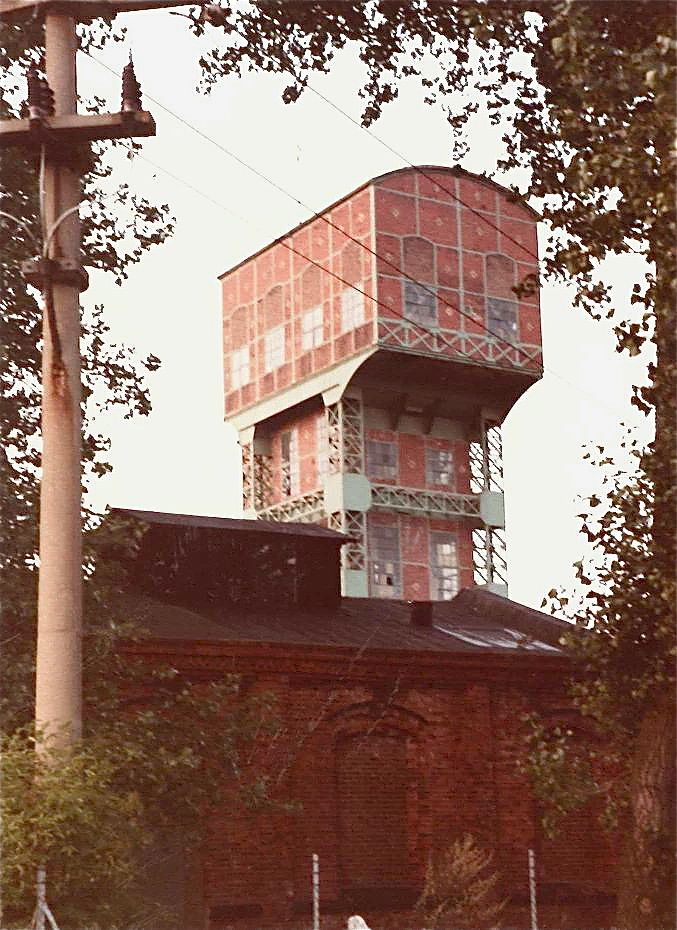
Kaliwerk Glückauf-Sarstedt
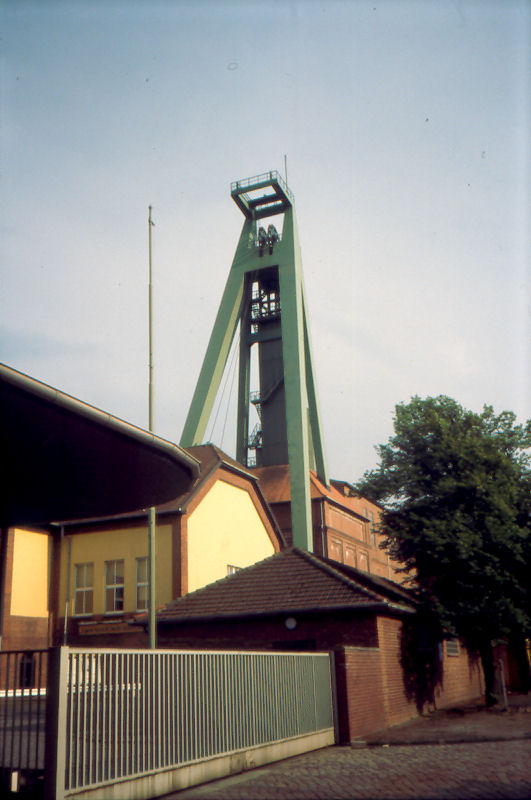
Steinsalzwerk Braunschweig-Lüneburg
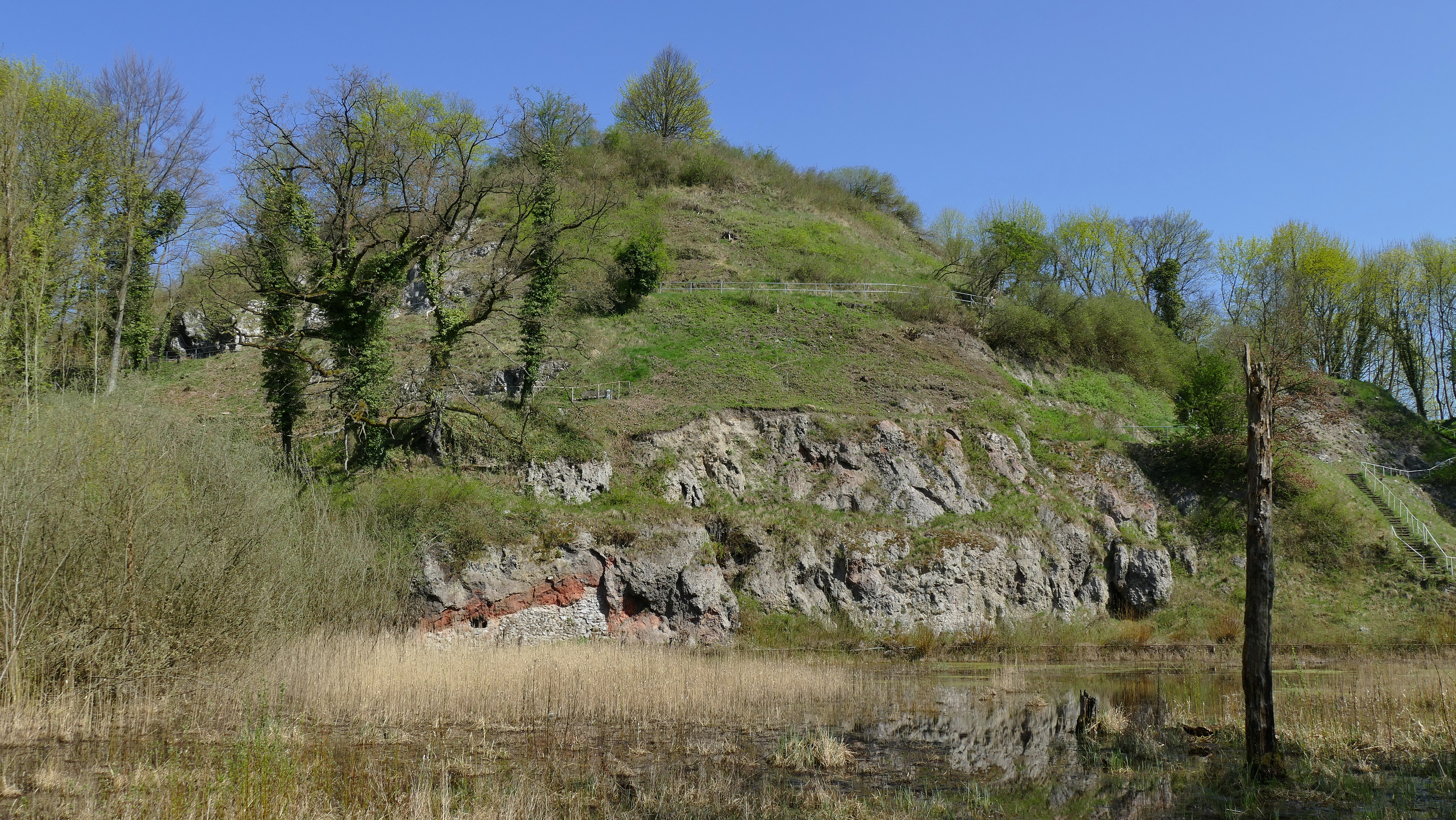
Lüneburger Kalkberg
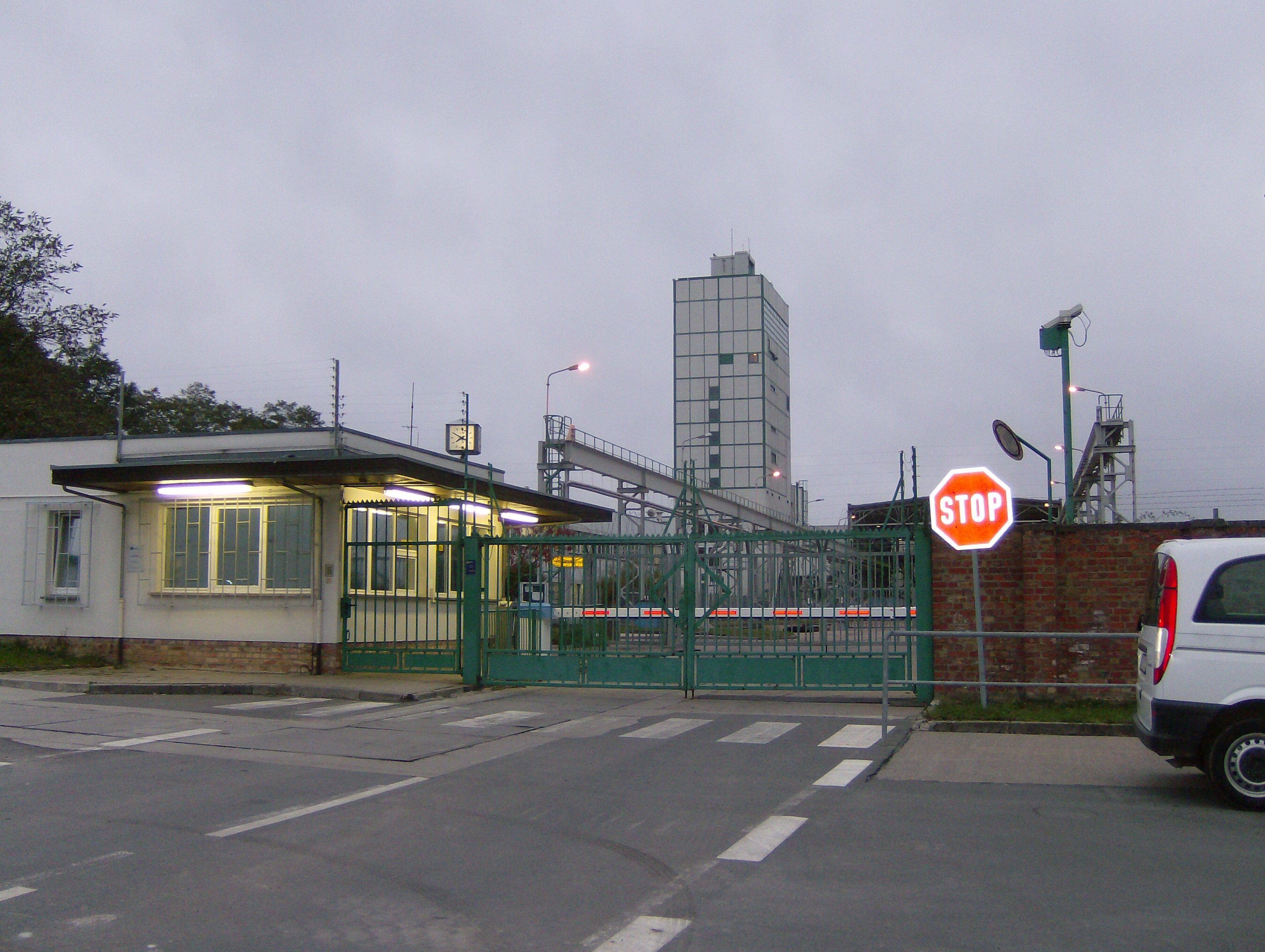
ERAM Morsleben
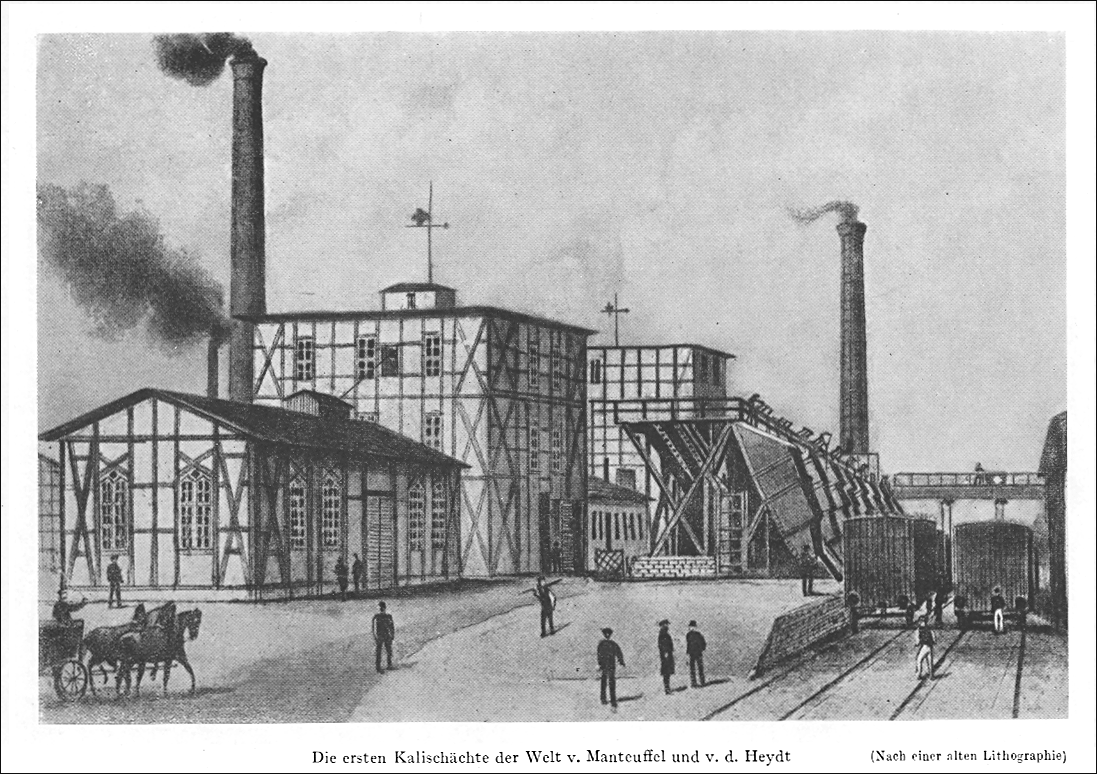
Kalischächte Staßfurt
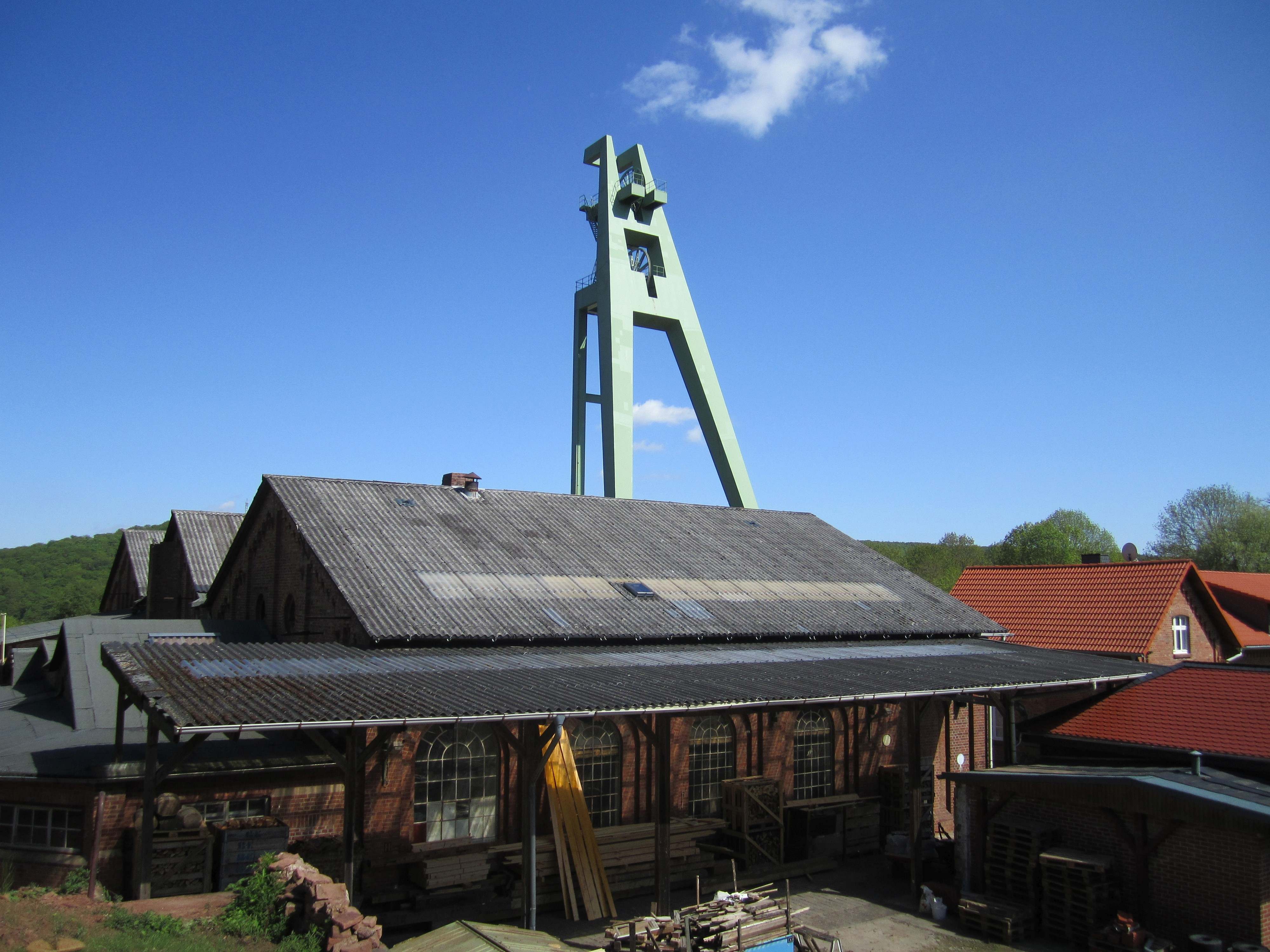
Kaliwerk Salzdetfurth
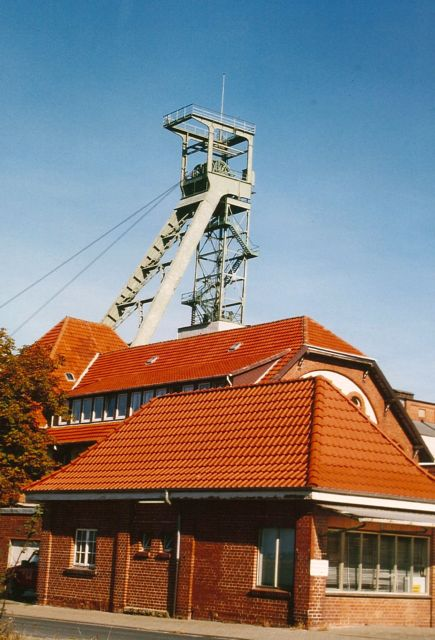
Kaliwerk Siegfried-Giesen
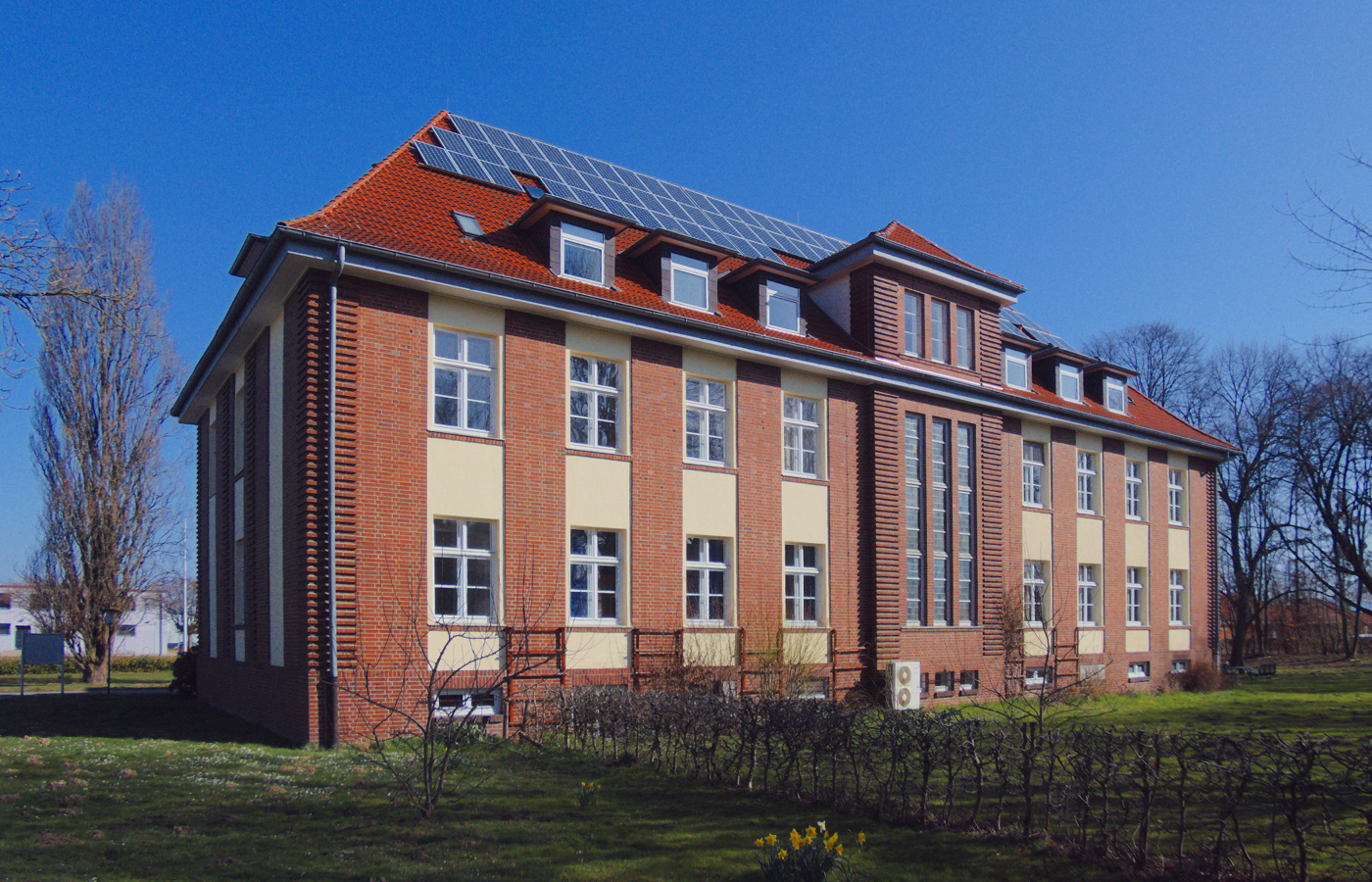
Verwaltungsgebäude Kaliwerk Hansa
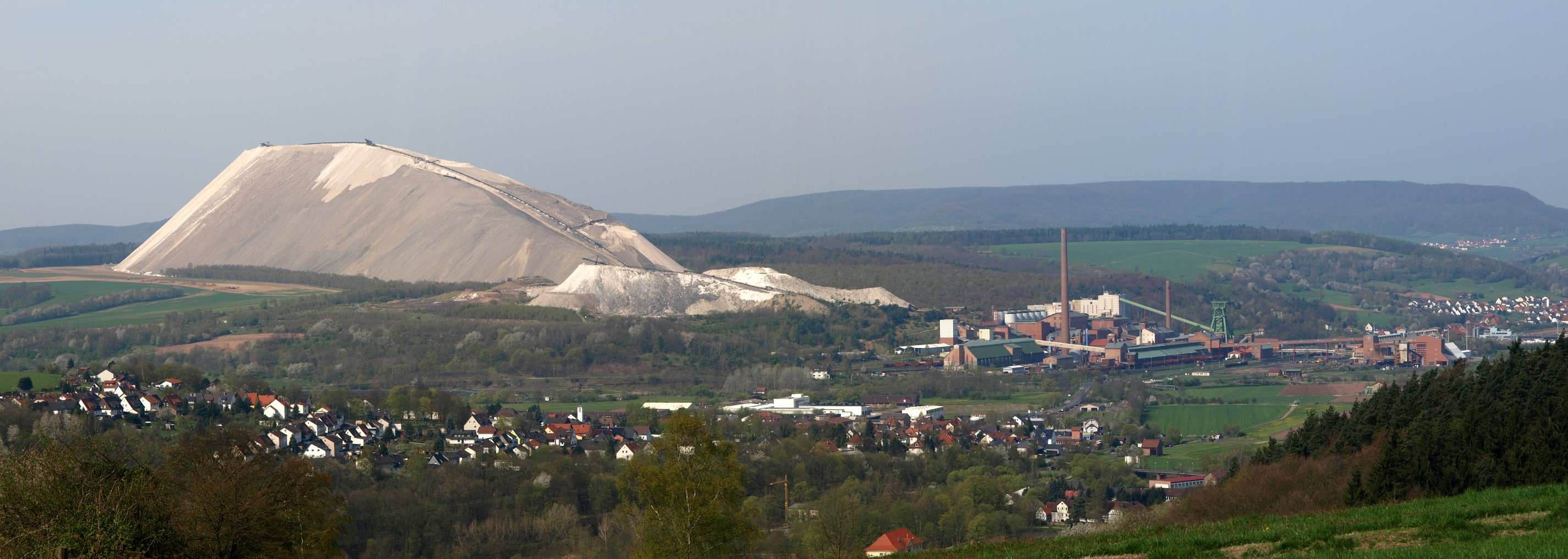
Kaliwerk Hattorf bei Philippsthal
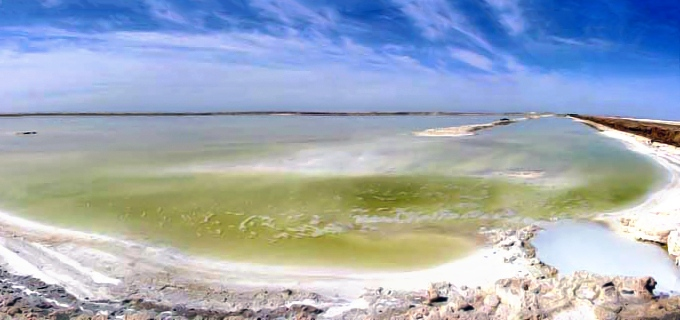
Qarhan-Salzsee

## Verwendung
Koenenit ist aufgrund seiner Seltenheit ökonomisch praktisch bedeutungslos. Aus diesem Grund ist er jedoch ein bei Sammlern geschätztes und begehrtes Mineral.